# Намибийская кошачья акула
Намибийская кошачья акула (лат. Haploblepharus pictus) — вид рода южноафриканских кошачьих акул (Haploblepharus) семейства кошачьих акул (Scyliorhinidae). Они являются эндемиком южной Африки. Обитают в мелких прибрежных водах. Это небольшие акулы с плотным телом, приплюснутой головой и закруглённым рылом. У них очень крупные ноздри с увеличенными кожными складками треугольной формы, которые достигают рта. Будучи донными хищниками, они охотятся на костистых рыб и беспозвоночных. Намибийские кошачьи акулы размножаются, откладывая яйца, заключённые в капсулы. Эти безвредные рыбы не представляют коммерческой ценности и не являются объектом любительского рыболовства. Однако ограниченный ареал и интенсивная добыча рыбы в местах обитания делают вид потенциально уязвимым.

## Таксономия
Немецкие биологи Иоганн Петер Мюллер и Фридрих Густав Якоб Генле впервые описали намибийскую кошачью акулу в 1838—1841 годах в своей книге «Systematische Beschreibung der Plagiostomen» на основании пяти экземпляров, пойманных у мыса Доброй Надежды и хранящихся в Национальном музее естественной истории в Лейдене, Нидерланды. Видовой эпитет лат. pictum, что означает «окрашенный», был дан из-за яркого окраса этой акулы. Первоначально этот вид был отнесён к устаревшему в настоящее время роду Scyllium; последующие авторы переместили его в род Haploblepharus, созданный в 1913 году американским зоологом Самуэлем Гарманом.
Намибийских кошачьих акул часто рассматривали как вид Haploblepharus edwardsii, пока в 1975 году не был опубликован обзор южноафриканских акул. В нём продолжали путать три других вида, принадлежащих к этому роду, из-за их чрезвычайно вариативной окраски. В 2006 году филогенетический анализ, основанный на трех митохондриальных генах ДНК, показали, что намибийская кошачья акула и коричневая южноафриканская кошачья акула являются родственными видам и образуют наиболее производную кладу в пределах рода.

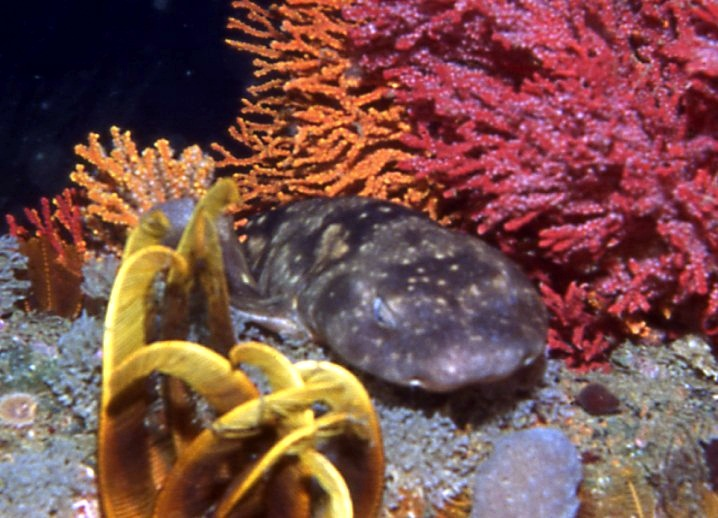
Намибийская кошачья акула среди коралловых рифов

## Ареал и среда обитания
Ареал намибийской кошачьей акулы ограничивается прибрежными водами Южной Африки от севера Людерица, до устья реки Стормс в Восточной Капской провинции, Южная Африка. Эти акулы встречаются в изобилии, особенно на западе у мыса Агульяс. Эти донные рыбы распространены от зоны прибоя до глубины 35 м. Они предпочитают скалистые рифы и заросли водорослей, хотя их можно встретить и на песчаном дне. Скорее всего, они не плавают на длинные расстояния, поэтому можно предположить наличие у них дифференциации внутри популяции, населяющей определённое место.

## Описание
Намибийские кошачьи акулы отличаются от прочих южноафриканских кошачьих акул тем, что их стройное в юности тело с возрастом становится более коренастым. Голова короткая, широкая и приплюснутая, с тупым закруглённым рылом. Большие, вытянутые по горизонтали овальные глаза оснащены рудиментарными мигательными мембранами. Под глазами имеются большие выступы. Крупные ноздри частично закрыты за счет значительно расширенных кожных лоскутов треугольной форм. Рот короткий, но широкий. По углам рта расположены бороздки. Во рту имеются 45—83 верхних и 47—75 нижних зубных рядов. Каждый зуб имеет центральное остриё и два латеральных зубца. Пять пар жаберных щелей расположены в верхней половине тела.
Два спинных плавника сдвинуты к хвосту и имеют приблизительно одинаковый размер. Основание первого спинного плавника находится над последней третью основания брюшных плавников, а основание второго спинного плавника расположено над задней половиной основания анального плавника. Спинные, брюшные и анальный плавники имеют приблизительно одинаковый размер. Грудные и брюшные плавники широкие и закруглённые. У самцов имеются толстые птеригоподии. Широкий хвостовой плавник составляет 1/5 от общей длины тела, у кончика верхней лопасти имеется глубокая вентральная выемка. Нижняя лопасть практически отсутствует. Кожа толстая и покрыта плакоидными чешуйками. Окраска разнообразная, акулы этого вида могут сильно походить на других представителей рода южноафриканских кошачьих акул. Основной фон колеблется от светло-коричневого до красноватого и серого, вплоть до чёрного цвета на спине. Возможен резкий переход к белому или кремовому цвету внизу. На спине и хвосте иногда имеется 6—8 седловидных отметин оранжевого, коричневого или чёрного цвета. На спине они более чётко очерчены. Между отметинами встречаются белые пятнышки.

## Биология и экология

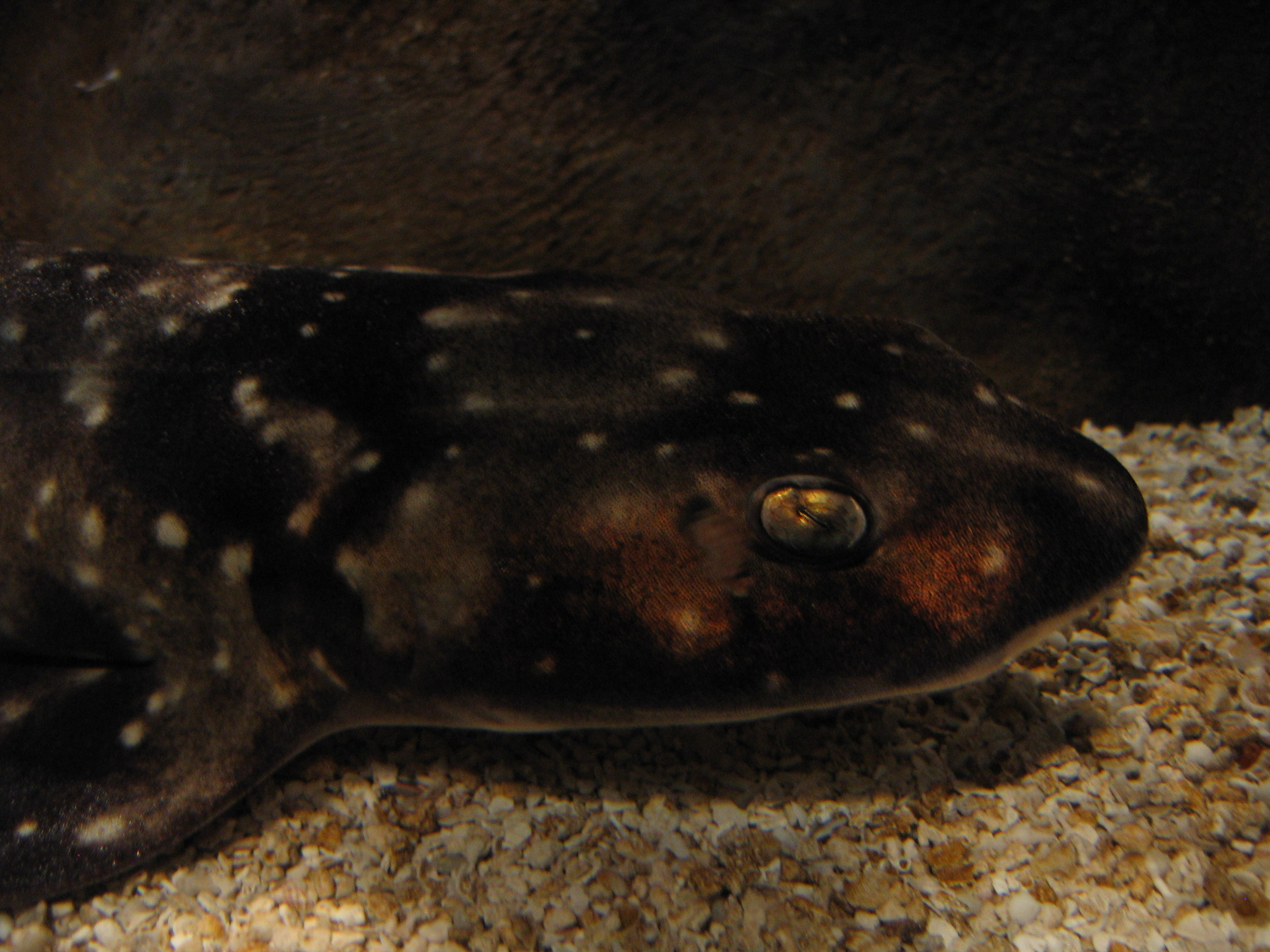
У намибийских кошачьих акул плоская, широкая голова с тупым рылом

Намибийские кошачьи акулы являются универсальными хищниками. Их рацион составляют маленькие донные ракообразные, костистые рыбы и моллюски. Крупные акулы потребляют больше ракообразных. Иногда эти рыбы питаются полихетами и иглокожими, случайно могут проглотить водоросли.
Намибийские кошачьи акулы становятся добычей более крупных рыб, таких как плоскоголовые семижаберные акулы (Notorynchus cepedianus), а также других крупных рыб и морских млекопитающих. В случае опасности намибийские кошачьи акулы принимают характерную позу, сворачиваясь в кольцо и прикрывая глаза хвостом. Скорее всего, в такой позе хищнику трудно проглотить акулу.

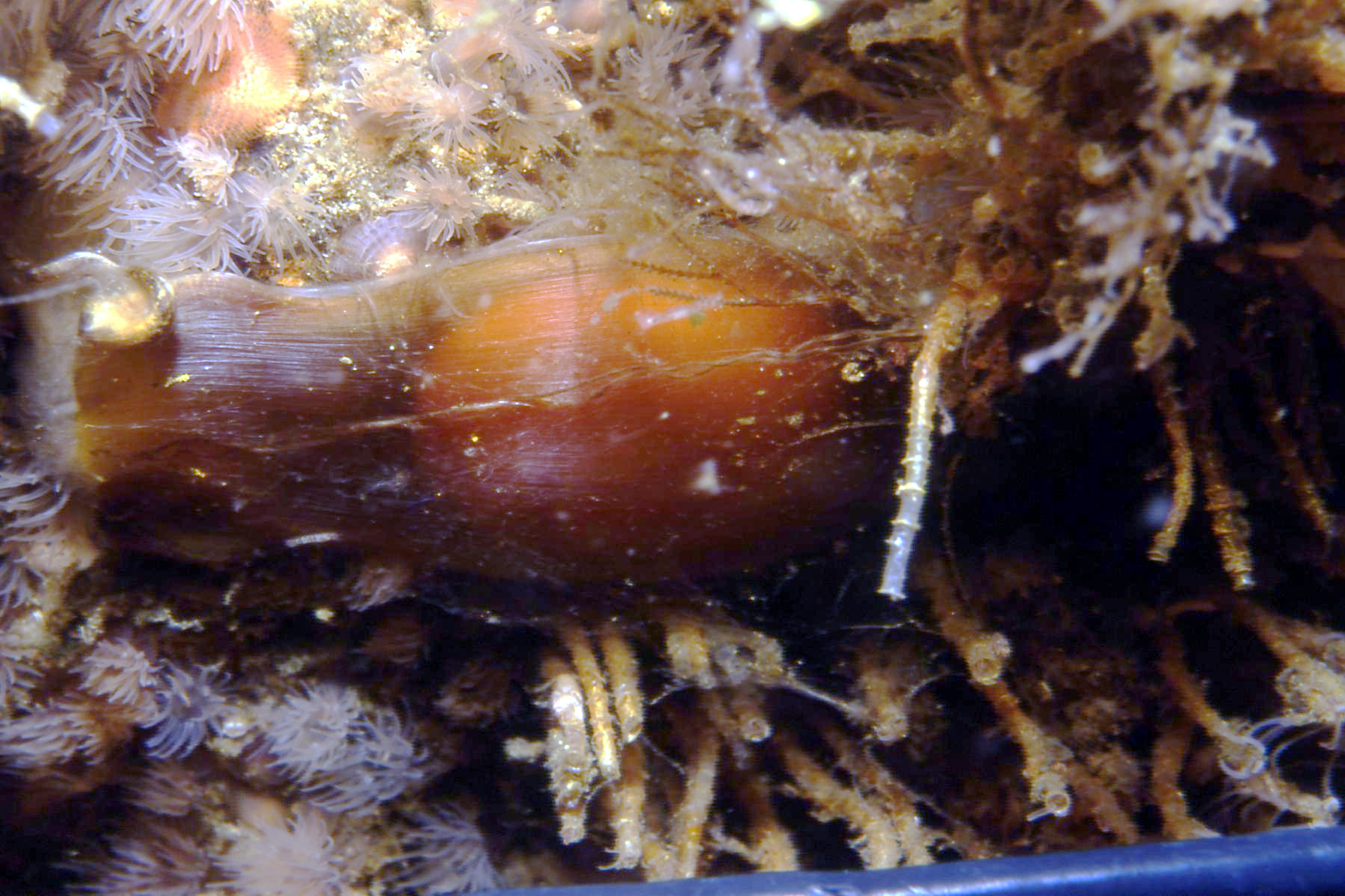
Капсула с яйцом намибийской кошачьей акулы

В неволе яйцами намибийских кошачьих акул питаются брюхоногие моллюски Burnupena papyracea и Burnupena lagenaria. На этом виде акул паразитируют трипаносомы Trypanosoma haploblephari (в крови).

### Размножение и цикл жизни
Намибийские кошачьи акулы размножаются, откладывая яйца. Размножение происходит круглый год. У самок имеется один функциональный яичник и два функциональных яйцевода. Единовременно самки откладывают две капсулы с яйцами, по одной из каждого яйцевода. Капсулы имеют форму кошелька длиной 5,5 см и шириной 2,5 см янтарного или коричневого цвета с витыми усиками по углам. В природе, как правило, новорожденные появляются на свет через 6—10 месяцев, имея в длину 10—12 см. На 50-й день у развивающегося эмбриона уже развиваются внешние жаберные нити, а запасы желтка заканчиваются незадолго до вылупления. Самцы и самки растут примерно с одинаковой скоростью и достигают половой зрелости в возрасте около 15 лет при длине от 40—57 см и 36—60 см, соответственно. Максимальный срок жизни составляет 25 лет.

## Взаимодействие с человеком
Намибийские кошачьи акулы не представляют опасности для человека. Коммерческой ценности не имеют. В качестве прилова в незначительном количестве они попадают в донные тралы и ловушки для лобстеров. Кроме того, их ловят с берега на крючок. Пойманных рыб, как правило, выпускают обратно, или убивают, считая их вредителями. Иногда их содержат в аквариумах. Международный союз охраны природы присвоил этому виду статус сохранности «Вызывающий наименьшие опасения». Несмотря на многочисленность, популяция подвергается риску из-за ограниченного ареала, интенсивной рыбной ловли и ухудшения условий среды обитания.